# Камйонка (гміна П'ясечно)
Камйонка (пол. Kamionka) — село в Польщі, у гміні Пясечно Пясечинського повіту Мазовецького воєводства.
Населення — 744 особи (2011).
У 1975-1998 роках село належало до Варшавського воєводства.

## Демографія
Демографічна структура станом на 31 березня 2011 року:
|          | Загалом | Допрацездатний вік | Працездатний вік | Постпрацездатний вік |
| -------- | ------- | ------------------ | ---------------- | -------------------- |
| Чоловіки | 363     | 97                 | 239              | 27                   |
| Жінки    | 381     | 94                 | 231              | 56                   |
| Разом    | 744     | 191                | 470              | 83                   |